# Казакандитела
Казакандитѐла (на италиански: Casacanditella) е село и община в Южна Италия, провинция Киети, регион Абруцо. Разположен е на 432 m надморска височина. Населението на общината е 1317 души (към 2014 г.).